# Hanuš Haugvic z Biskupic
Hanuš Haugvic z Biskupic, a fekete Haugwitz néven is említett cseh zsoldosvezér, akiről a fekete sereget elnevezték Mátyás király halála után. 
Mátyás halála után 1490-ben háború indult a magyar trónért Ulászló cseh király, öccse János Albert lengyel herceg és Miksa római király között. Utóbbit atyja, III. Frigyes német-római császár is támogatta. A magyar-német háború a pozsonyi békéig tartott. Ekkor Ausztria jelentős területeit még a magyar haderő tartotta kezében, Mátyás volt cseh zsoldosaival egyetemben. Haugvic Eggenburg királyi kapitánya volt ekkor II. Ulászló szolgálatában. A béke értelmében ki kellett volna vonulnia a városból decemberig, de ő ezt csak 1492 tavaszán tette meg, amikor rendeződtek elszámolási vitái – főleg az elmaradt zsold ügyében – Ulászlóval.
II. Ulászló valószínűleg a pozsonyi béke (1491) után nevezte ki a „király cseh hadseregének kapitányává” (capitaneus gencium nostrarum Bohemicalium), s ezután Szapolyai István főkapitánnyal együtt kiverte az országból az utolsó trónkövetelőt, János Albert lengyel herceget, felette az eperjesi csatában döntő győzelmet aratva 1492. január 1-jén.